# Marie Ahl
Marie Birgitta Ahl, född Andersson 5 april 1950 i Sundsvall, är en svensk skådespelare.

## Biografi
Ahl studerade vid Statens scenskola 1973–1976. Hon filmdebuterade 1986 i Henry Meyers kortfilm Rövaren.

## Filmografi
- 1986 – Rövaren (kortfilm)
- 1988 – Osminkat (kortfilm)
- 1988 – Hoppets bakgata (kortfilm)
- 1992 – Kvällspressen (TV-serie)
- 1997 – Snoken (TV-serie)
- 1997 – Skärgårdsdoktorn (TV-serie)
- 2000 – Järngänget
- 2001 – Kvinna med födelsemärke
- 2002 – Beck – Enslingen
- 2005 – Getingen
- 2007 – Bipolar order
- 2010 – I väntan på examinering
- 2010 – Himlen är oskyldigt blå

## Teater

### Roller (ej komplett)
| År   | Roll        | Produktion                                                                                  | Regi             | Teater     |
| ---- | ----------- | ------------------------------------------------------------------------------------------- | ---------------- | ---------- |
| 1986 |             | Mirandolina (Die Wirtin) Peter Turrini                                                      | Johan Huldt      | Turteatern |
| 1987 |             | Miraklet (The Well of the Saints) John Millington Synge                                     | Johan Huldt      | Turteatern |
| 1992 | Medverkande | Spånskiva, kabaré Ethel Berg, Robert Sjöblom, Peter Harryson, Jan Bandel och Carsten Palmær | Peter Harryson   | Turteatern |
| 2002 | Mme Duperri | Kanin Kanin Coline Serreau                                                                  | Elisabeth Frick  | Turteatern |
| 2009 |             | Ferdydurke Witold Gombrowicz                                                                | Erik Holmström   | Turteatern |
| 2010 | Francis     | Kung Kackerlacka Nils Poletti                                                               | Nils Poletti     | Turteatern |
| 2010 |             | Den sista människan Carina Ehrenholm                                                        | Carina Ehrenholm | Turteatern |
| 2010 |             | Up to you Erik Holmström                                                                    | Erik Holmström   | Turteatern |
| 2013 |             | Den svenska apans 100 röda drömmar Joakim Pirinen                                           | Nils Poletti     | Turteatern |

### Fotnoter
1. 1 2  ”Marie Ahl”. Svensk Filmdatabas. http://www.sfi.se/sv/svensk-filmdatabas/Item/?type=PERSON&itemid=207539&ref=%2ftemplates%2fSwedishFilmSearchResult.aspx%3fid%3d1225%26epslanguage%3dsv%26searchword%3dmarie+ahl%26type%3dPerson%26match%3dBegin%26page%3d1%26prom%3dFalse. Läst 17 september 2012.
2. ↑  Tove Ellefsen (23 mars 1986). ”Sanslöst roligt i förort”. Dagens Nyheter:  s. 18. https://arkivet.dn.se/tidning/1986-03-23/11171-80/18. Läst 11 maj 2024.
3. ↑  Bengt Jahnsson (2 februari 1987). ”Djävul och helgon på TURTeatern”. Dagens Nyheter:  s. 20. https://arkivet.dn.se/tidning/1987-02-02/31/20. Läst 11 maj 2024.
4. ↑  Tove Ellefsen (14 mars 1992). ”Genialisk skruv i hyllan Uffe”. Dagens Nyheter:  s. 20. https://arkivet.dn.se/tidning/1992-03-14/72/20. Läst 7 december 2020.
5. ↑  Ingegärd Waaranperä (20 oktober 2002). ”Seg övervintrare. Turteatern söker en ny publik med spontant rolig familjekomedi.”. Dagens Nyheter. https://www.dn.se/arkiv/kultur/seg-overvintrare-turteatern-soker-en-ny-publik-med-spontant-rolig-familjekomedi/. Läst 7 juni 2019.
6. ↑  Leif Zern (23 februari 2009). ”Jakten på den sanna människan.”. Dagens Nyheter. https://www.dn.se/arkiv/kultur/jakten-pa-den-sanna-manniskan/. Läst 7 juni 2019.
7. ↑  Ingegärd Waaranperä (22 mars 2010). ”Skitig maktkamp.”. Dagens Nyheter. https://www.dn.se/arkiv/kultur/skitig-maktkamp/. Läst 7 juni 2019.
8. ↑  Pia Huss (19 april 2010). ”'Den sista människan' på Turteatern, Kärrtorp”. Dagens Nyheter. https://www.dn.se/kultur-noje/scenrecensioner/den-sista-manniskan-pa-turteatern-karrtorp/. Läst 7 juni 2019.
9. ↑  Ingegärd Waaranperä (28 maj 2010). ”'Up to you' på Turteatern i Kärrtorp”. Dagens Nyheter. https://www.dn.se/kultur-noje/scenrecensioner/up-to-you-pa-turteatern-i-karrtorp/. Läst 7 juni 2019.
10. ↑  ”Den svenska apans 100 röda drömmar”. Turteatern. http://turteatern.se/forestallningar/den-svenska-apans-100-roda-drommar/. Läst 7 juni 2019.